# Simion Sădeanu
Simion Sădeanu (Bucarest, 1917 – 1990) è stato un cestista rumeno.

## Carriera
Con la Romania ha disputato i Campionati europei del 1947.